# フンボルトフォーラム
フンボルトフォーラム（独: Humboldt Forum）は、ベルリン中心部のムゼウムスインゼル（博物館島）にある美術館で、ヨーロッパ以外の美術品を展示している。館名はプロイセンの学者ヴィルヘルム・フォン・フンボルトとアレクサンダー・フォン・フンボルトにちなんで名付けられた。旧王宮を再建したバロック様式のファサードとイタリアの建築家フランコ・ステラによって設計されたモダンなインテリアを組み合わせており、「ドイツ版」大英博物館とも言われている。主にベルリン美術館のコレクションのうちのヨーロッパ以外の品目を収蔵しており、特別展、公開イベントを開催している。 COVID-19のパンデミックのため、2020年12月16日にデジタルでオープンした。

## 歴史
フンボルトフォーラムには、それ以前からあったベルリン民族学博物館とアジア美術館の2つの博物館を包含している。これらはいずれも古代プロイセン美術館にルーツがある。古代プロイセン美術館は、16世紀半ばにブランデンブルク選帝侯ヨアヒム2世によって設立されたものの、三十年戦争（1618〜1648年）でほとんどの施設が破壊されてしまった。その後、ブランデンブルク選帝侯フリードリヒ・ヴィルヘルムによって壮大なコレクションとして再建され、18世紀初頭にフリードリヒ1世により新たに拡張されたベルリン王宮に移設された。そして、1886年に古代プロイセン美術館の後継施設として民族学博物館が開館した。また、1904年に民族学博物館のインド部門としてアジア美術館が発足した。1906年、ベルリン王立美術館の局長ヴィルヘルム・フォン・ボーデは、それらとは別のコレクションとして東アジア美術館を設立した。 そして、2006年にインド美術館と東アジア美術館が統合され、アジア美術館となった。
2020年より、民族学博物館とアジア美術館はいずれもベルリン王宮のフンボルトフォーラムの一部になっている。 2019年までに、フォーラムの総費用は合計7億ドルになった。当時、それはヨーロッパで最も高価な文化プロジェクトと見做されていた。当初は2019年秋開館の予定だったが、空調システムなどの技術的な問題により開館が遅れ 、さらに、ドイツでのCOVID-19のパンデミックによるロックダウンによる労働者不足のため、さらに数ヶ月遅れることとなった 。また、2020年4月、建設現場で2台のタール調理器が爆発し、1人の作業員が負傷している 。

## 建築

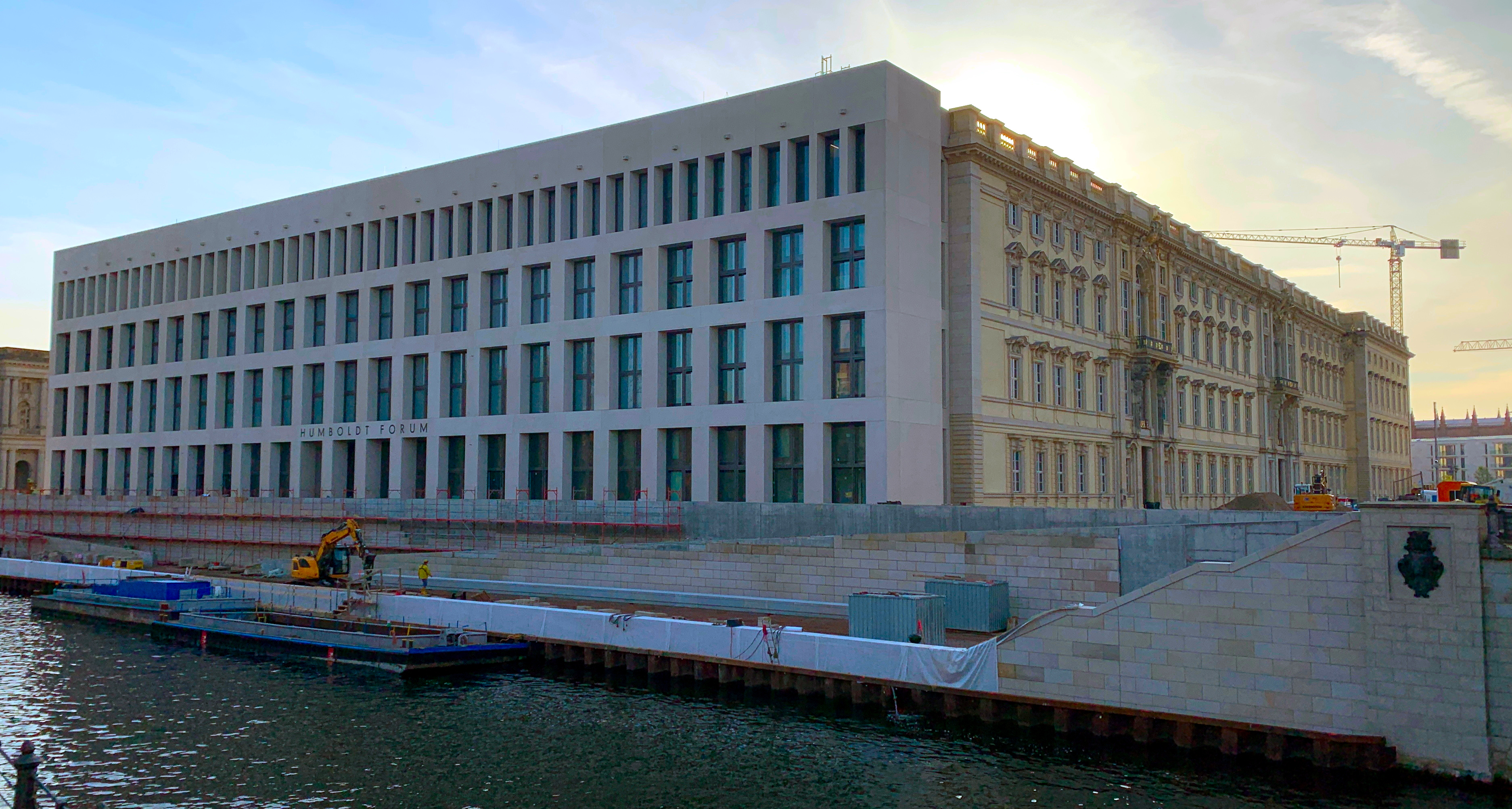
北東のファサード (2019年11月)

フンボルトフォーラムは再建されたベルリン王宮内に位置している  。2013年6月12日の式典でヨアヒム・ガウク大統領によってその礎石が配置された。

## 博物館
2020年に完成した王宮には、ベルリン民族学博物館とアジア美術館のほか、2つのレストラン、劇場、映画館、講堂がある。このプロジェクトは、創設ディレクターのニール・マクレガーを筆頭に、共同ディレクターで考古学者のヘルマン・パージンガー、美術史家のホルスト・ブレーデカンプの3人による管理委員会によって主導されている。また、ベルリン王宮にあるフンボルトフォーラム財団は、博物館を創設するために設立されたものである。
なお、マグレガーは、大英博物館のモデルに倣い博物館を入場無料にすることを提案している。 

## 批判
- 大英博物館がパルテノン・マーブルその他の遺物の所蔵で物議を醸しているのと同様に、フンボルトフォーラムも略奪や文化の盗用との関係で非難されている[14][15]。2018年時点では、これはドイツでの文化財帰還問題の議論において主要な問題となっており、活動家からは、博物館がコレクションの出所を十分に調査していないとの抗議を受けている [16]。

## ギャラリー
フンボルトフォーラムで展示されているハイライトの画像。

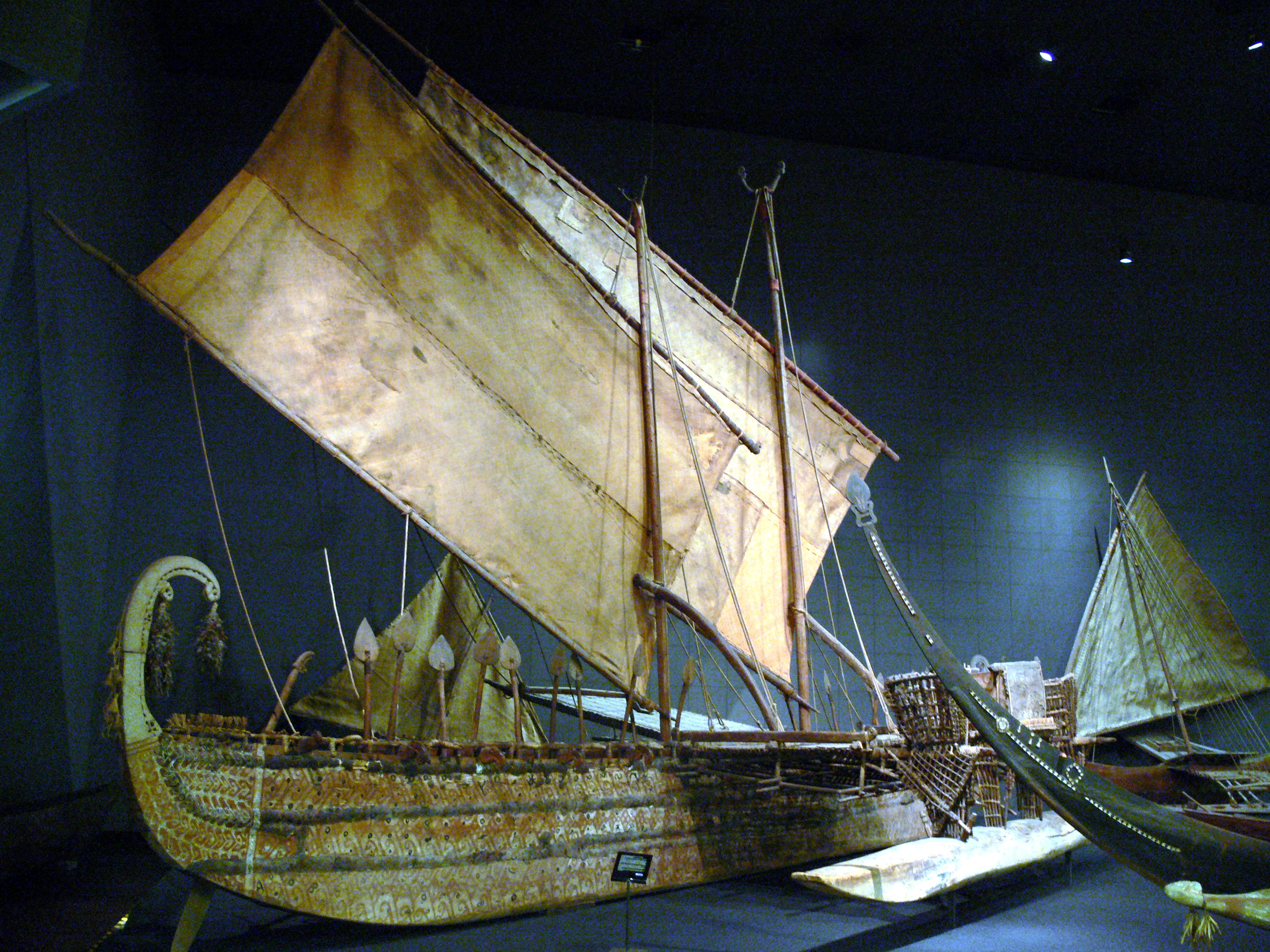
ルフ島の船 （博物館内にはあるが入館者には公開されていない）
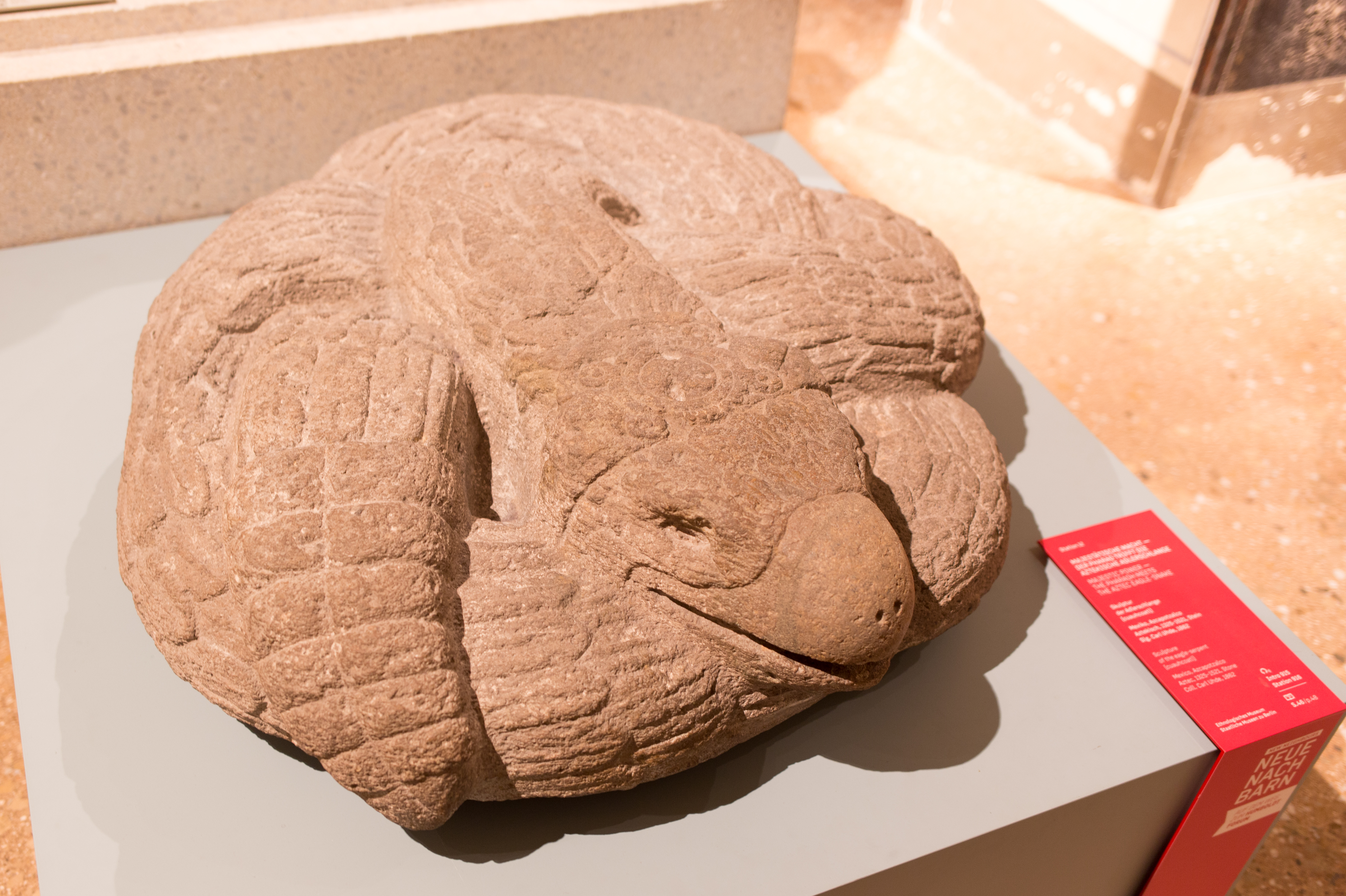
Cuauhcoatl
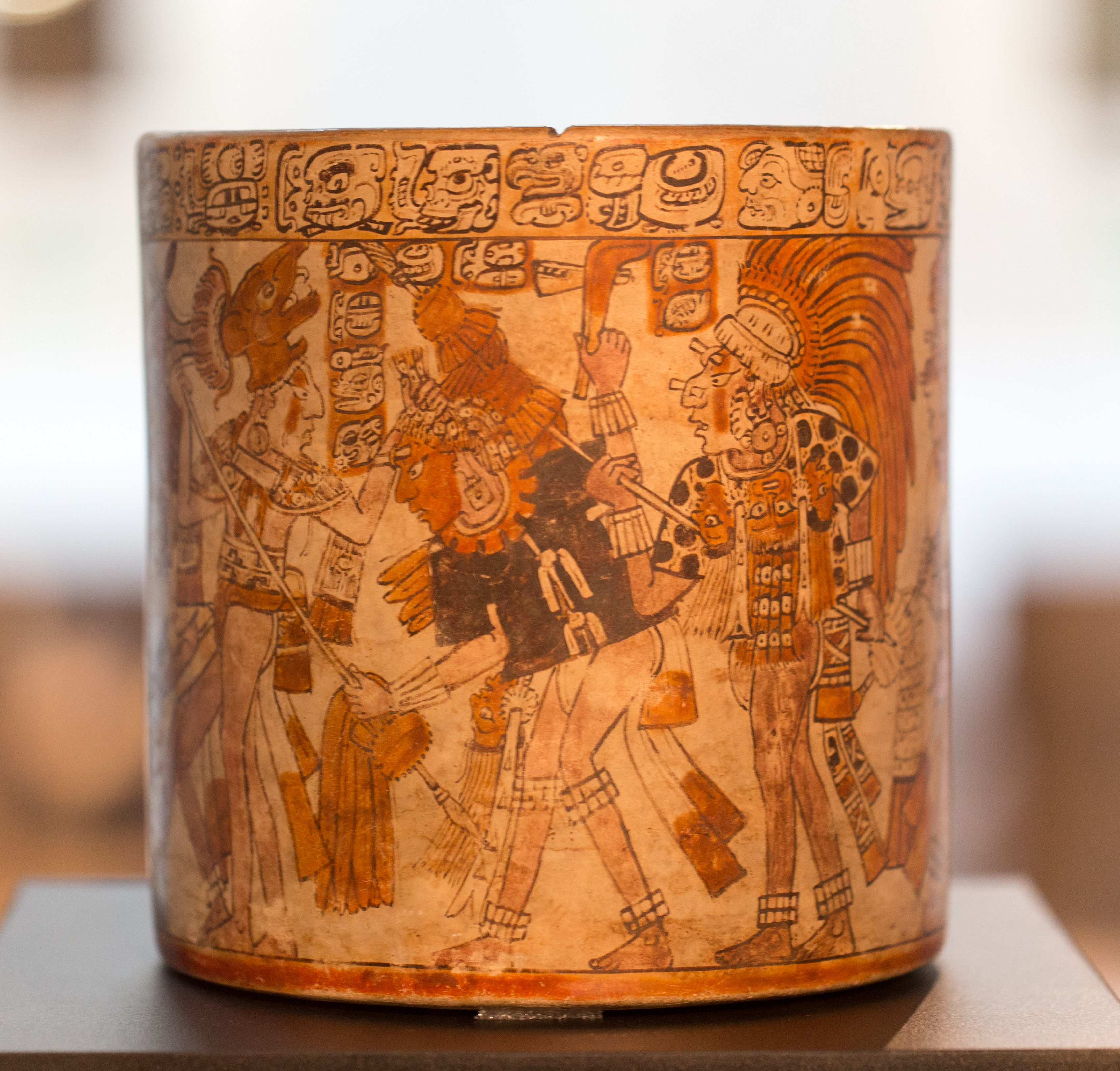
マヤのチョコレートの花瓶
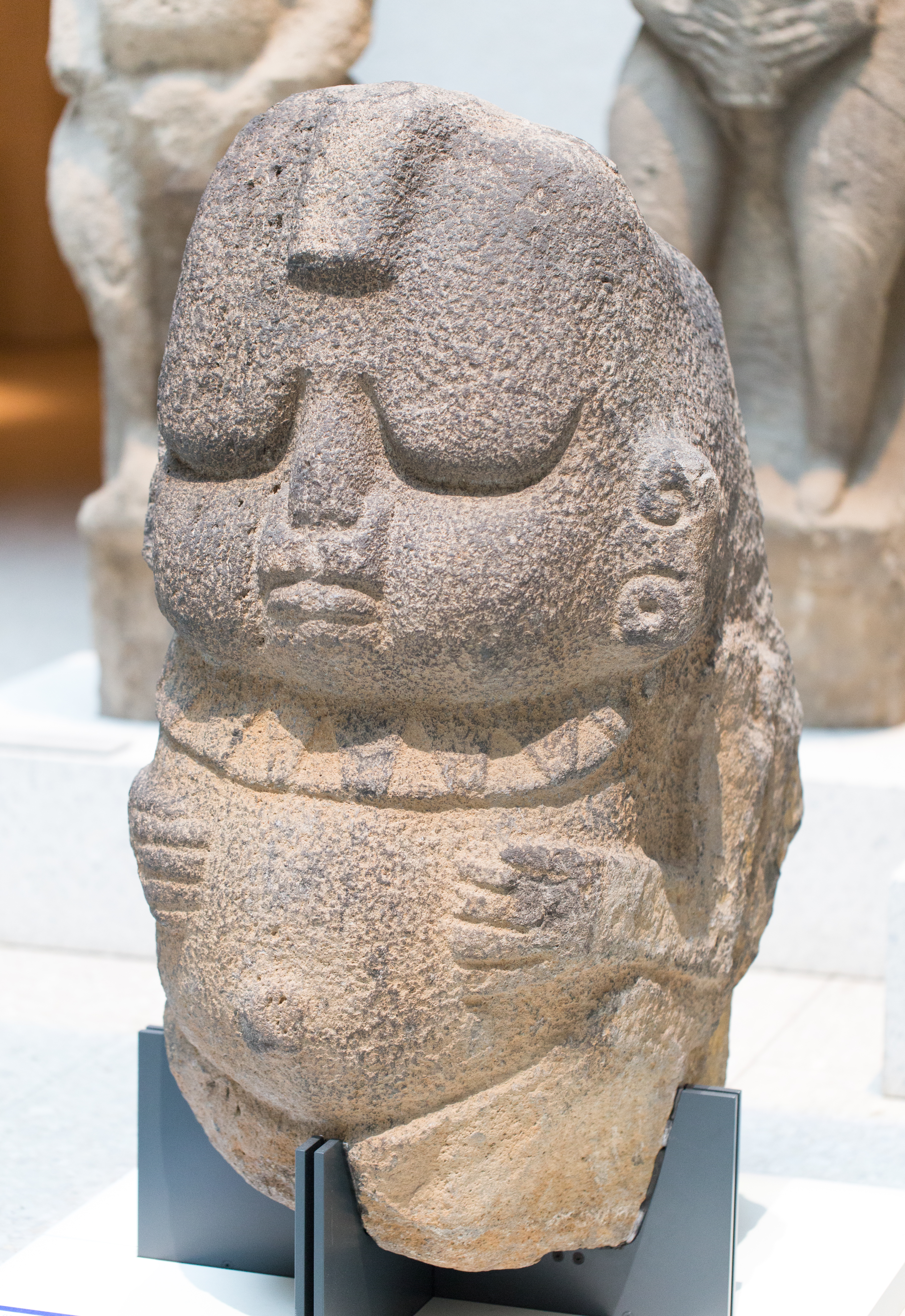
バリゴン （ポットベリー彫刻）
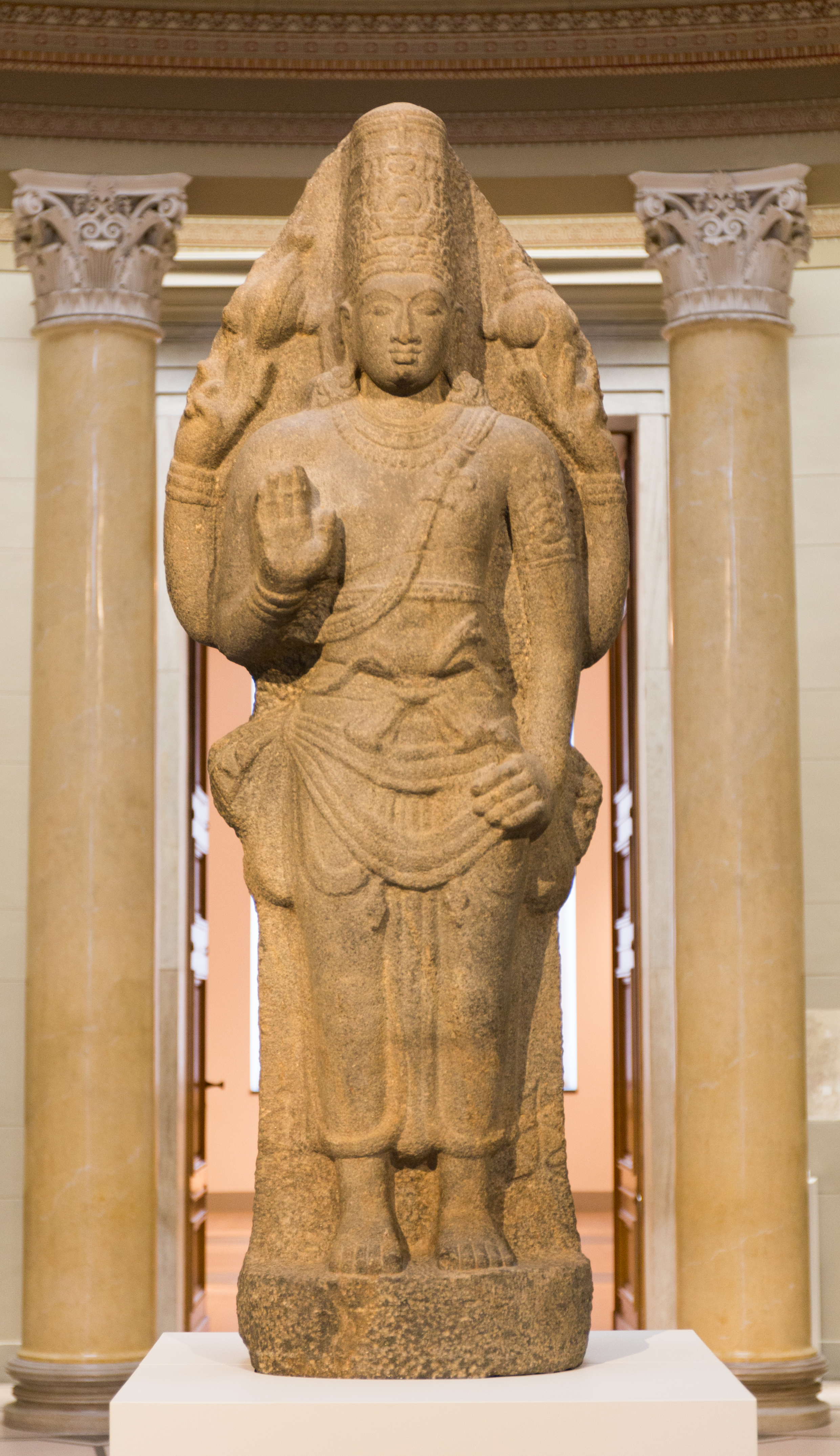
ヴィシュヌ
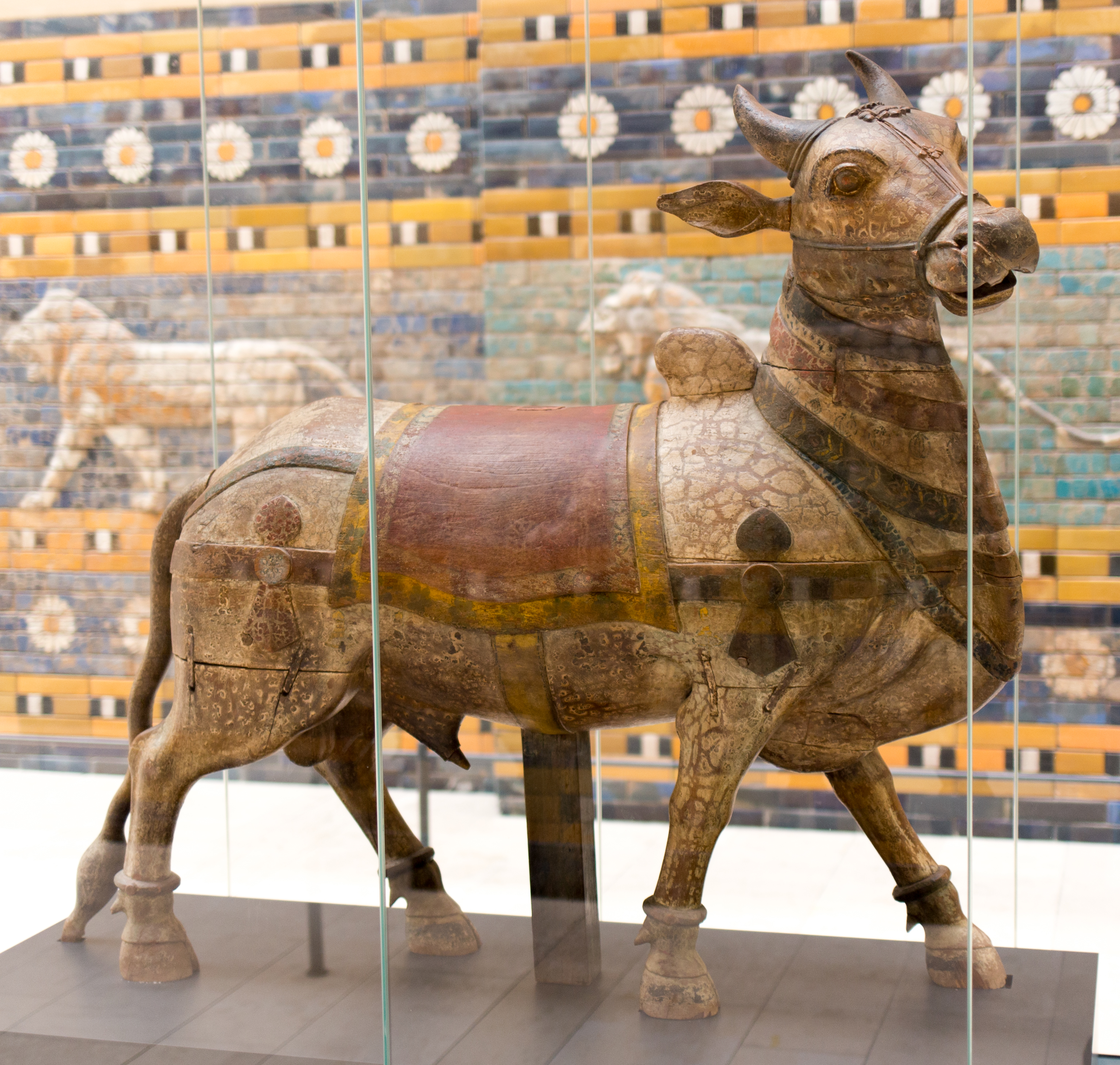
ナンディン
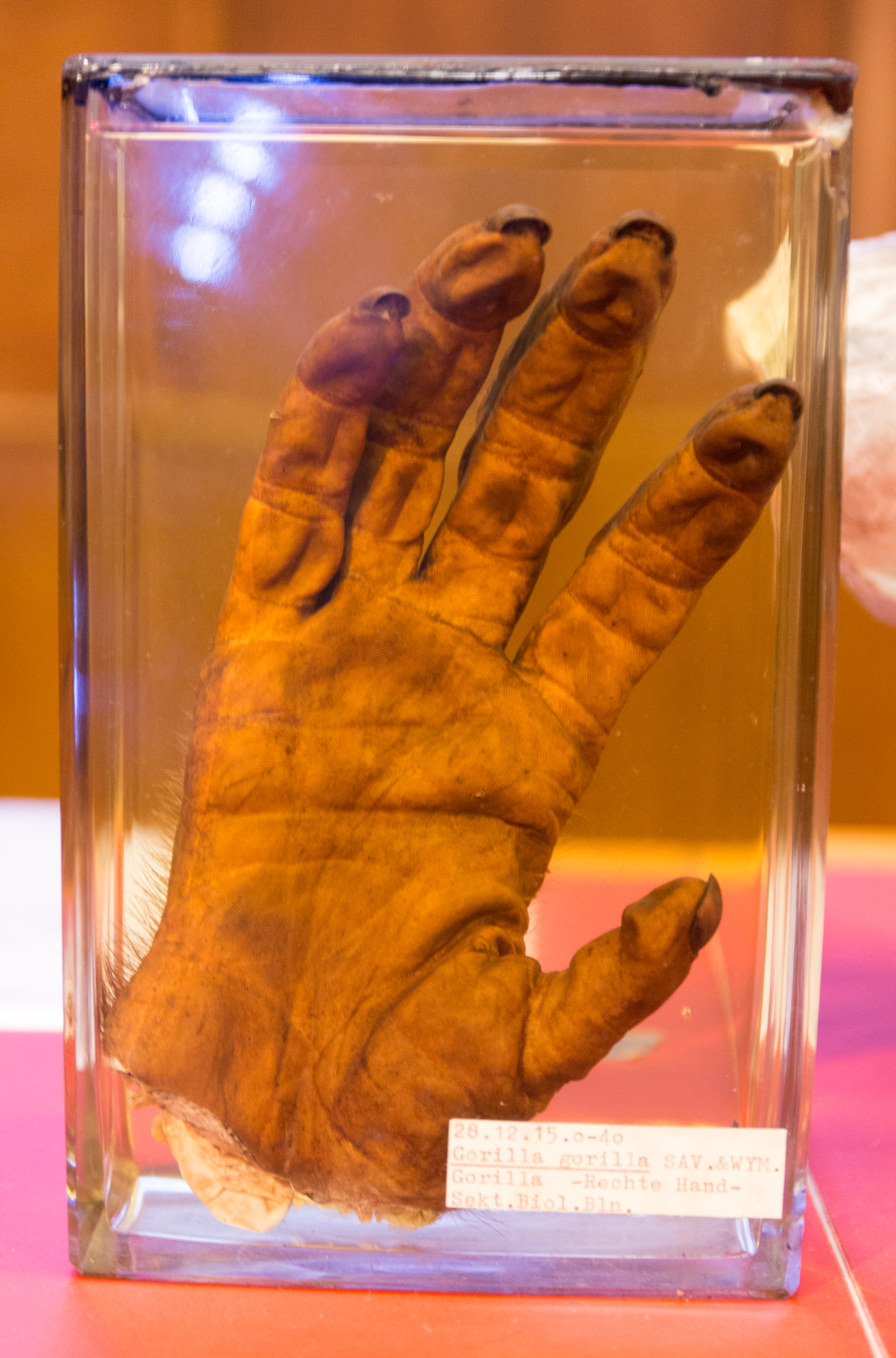
ニシゴリラの手
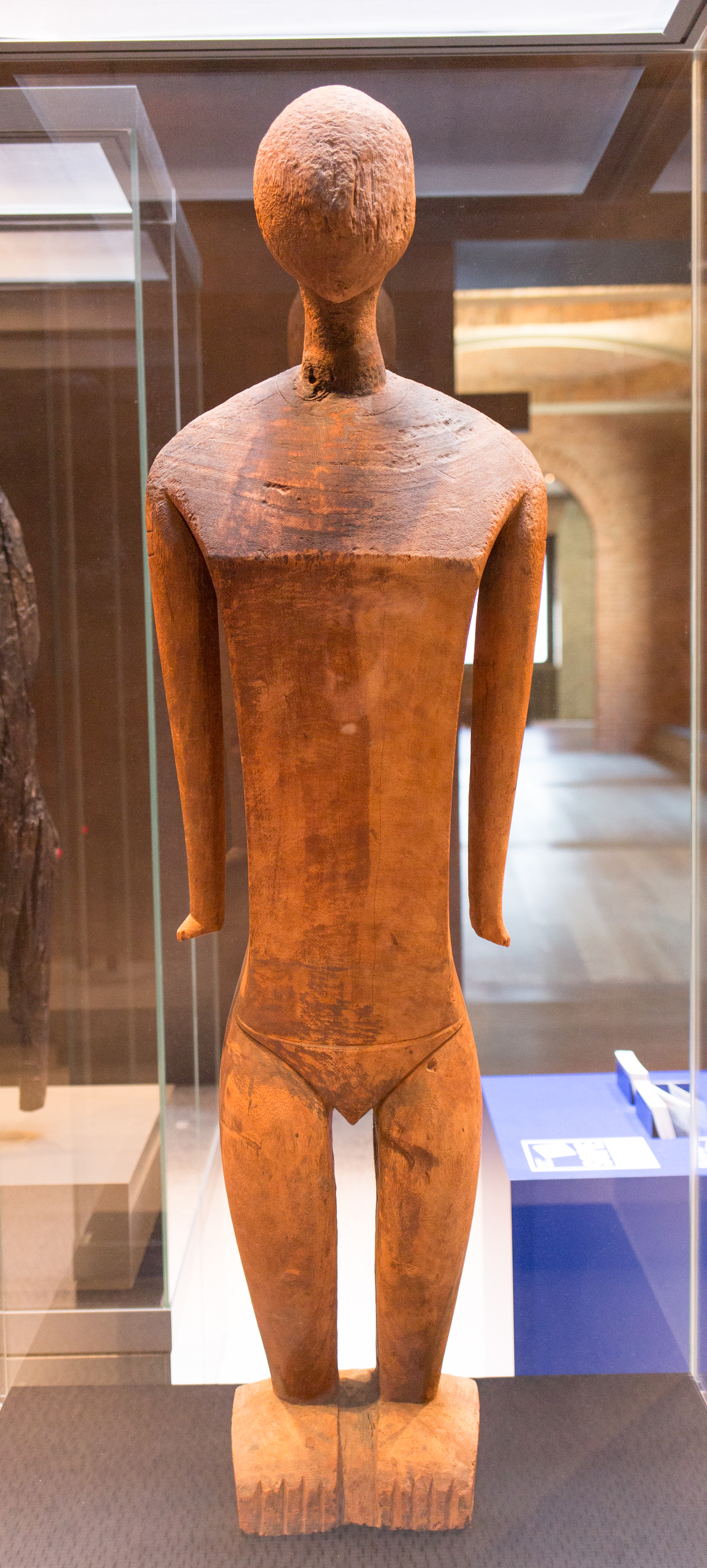
ソープ
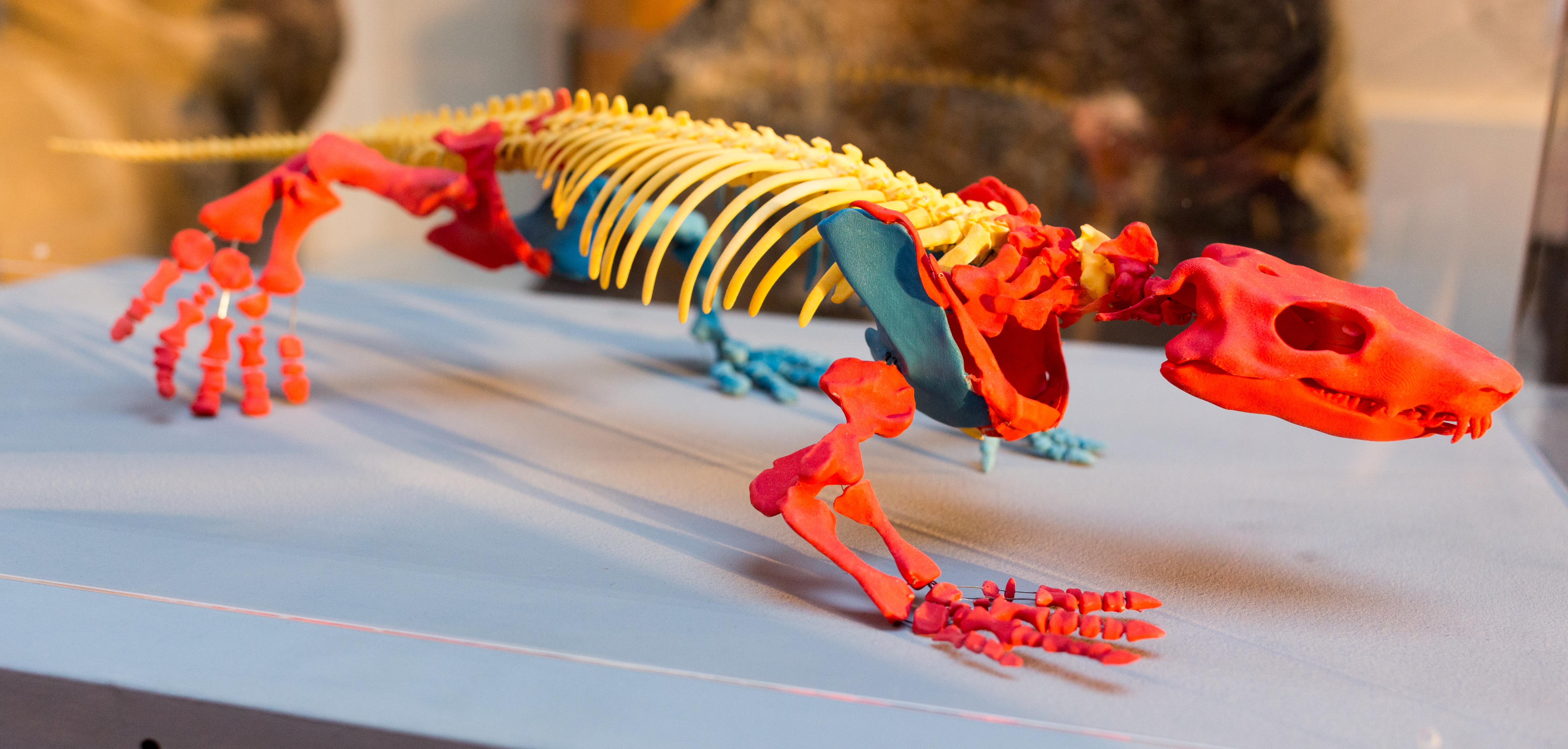
Orobatesの骨格 （赤い部分は化石より再構築、青い部分はコピー、黄色の部分は推測により構築されている）

建物内外の画像

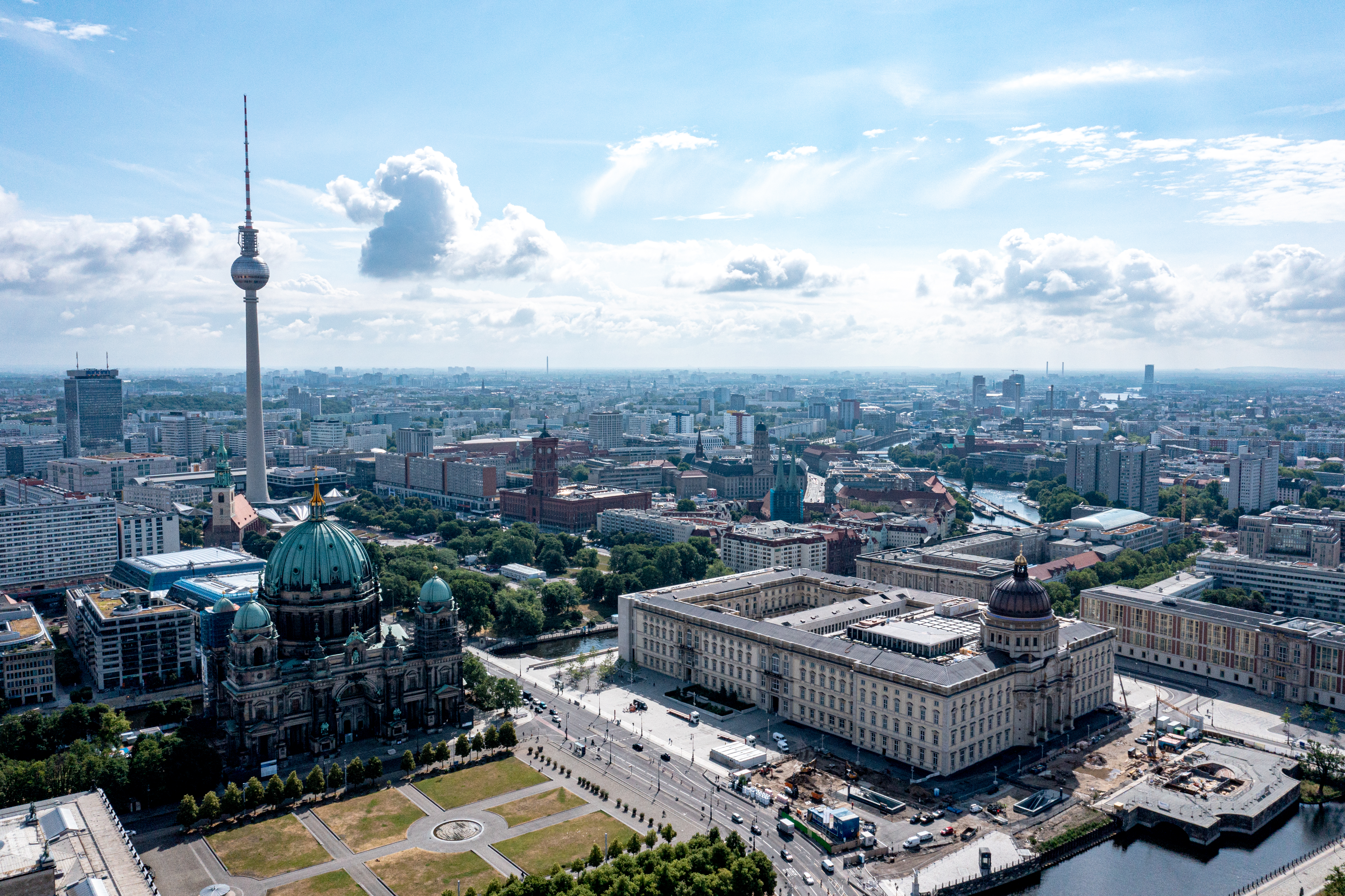
フンボルトフォーラム（右側）。左はベルリン大聖堂とルストガルテン
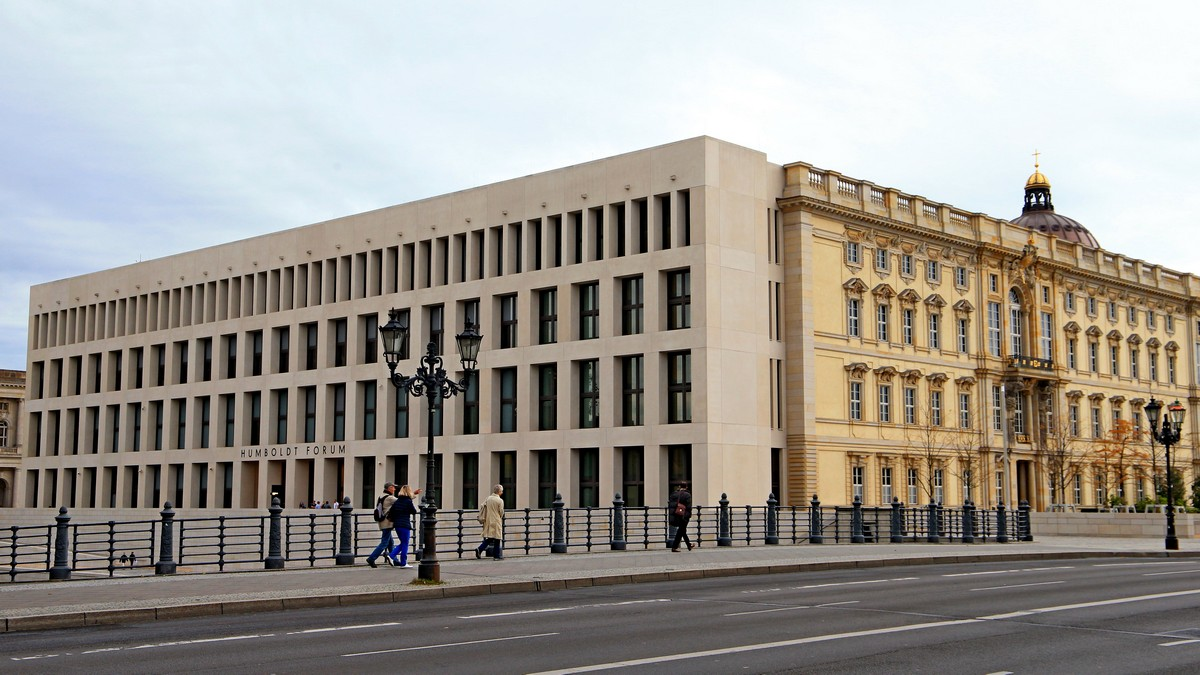
現代建築の東面と旧王宮を再現した北面
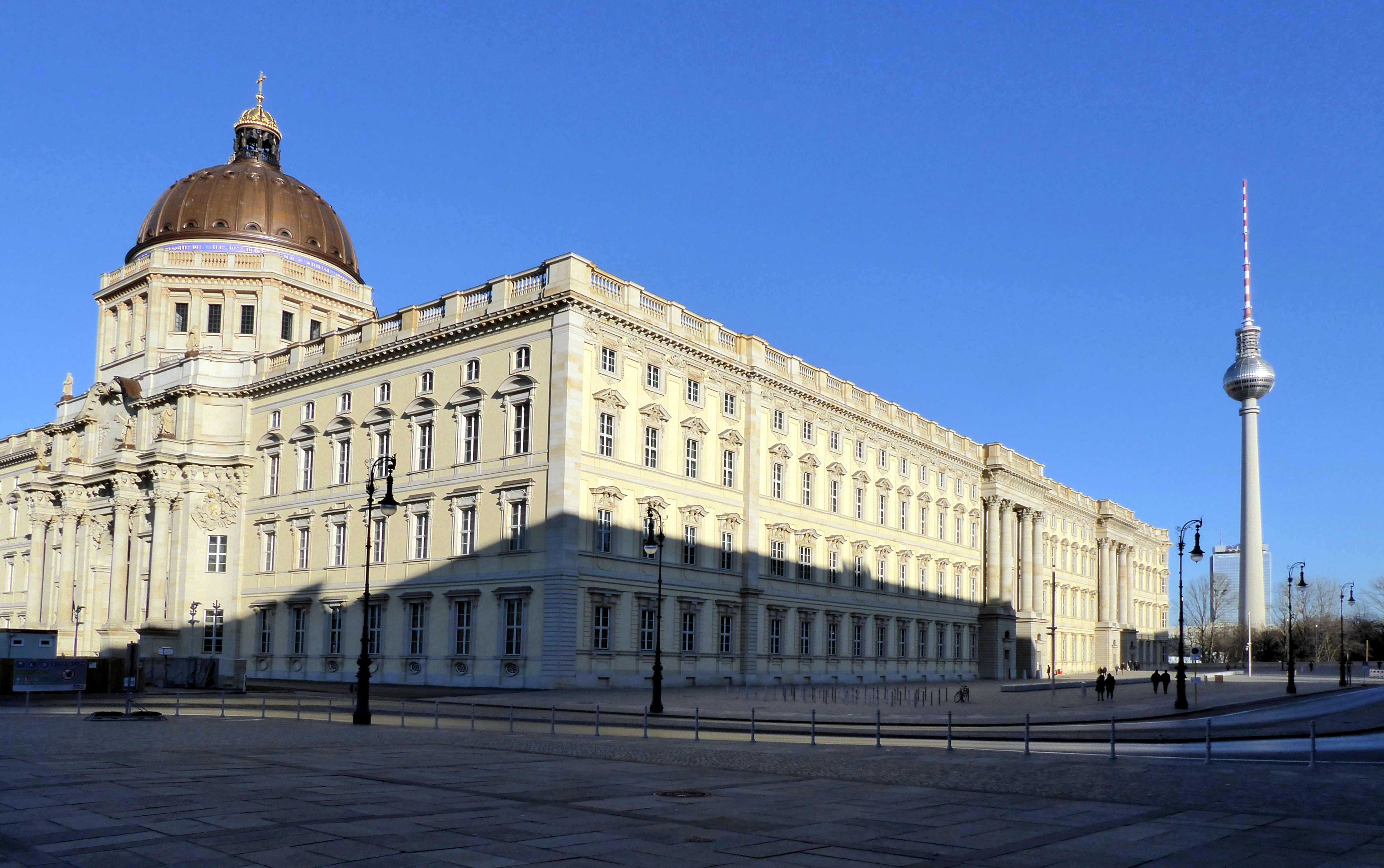
西面（左）と南面。奥はベルリンテレビ塔
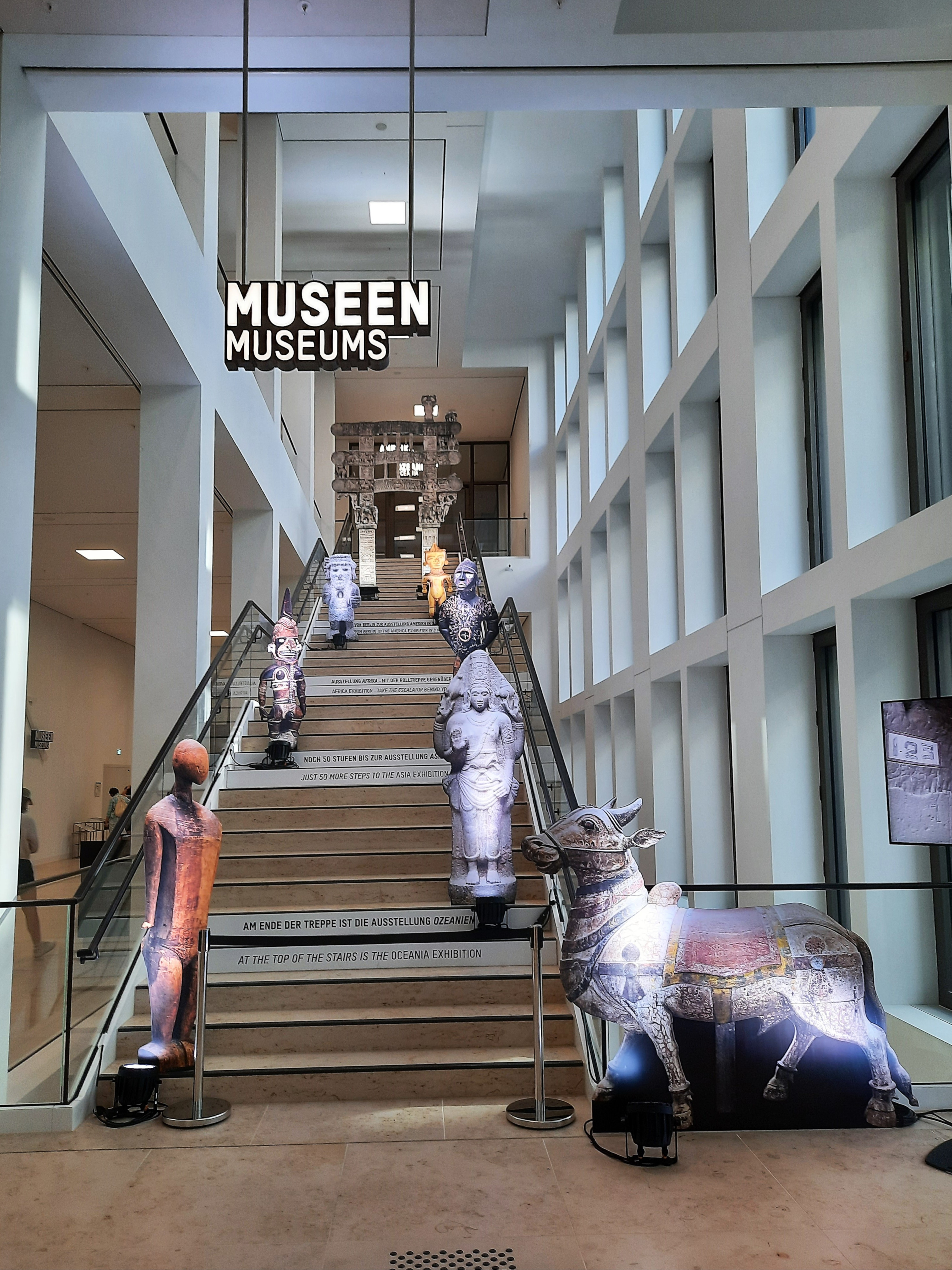
館内階段
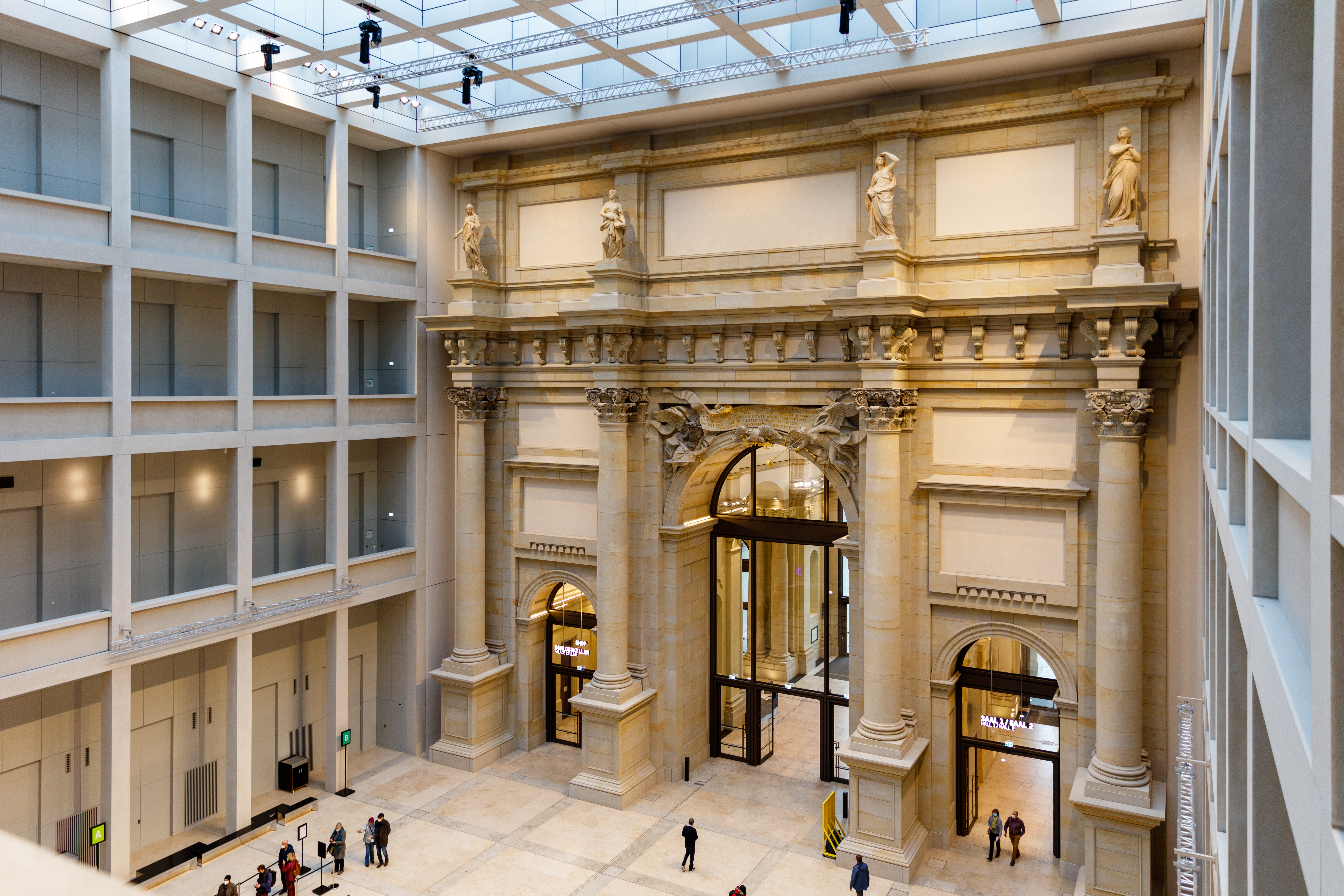
館内（エオザンダー・ホーフ入口）
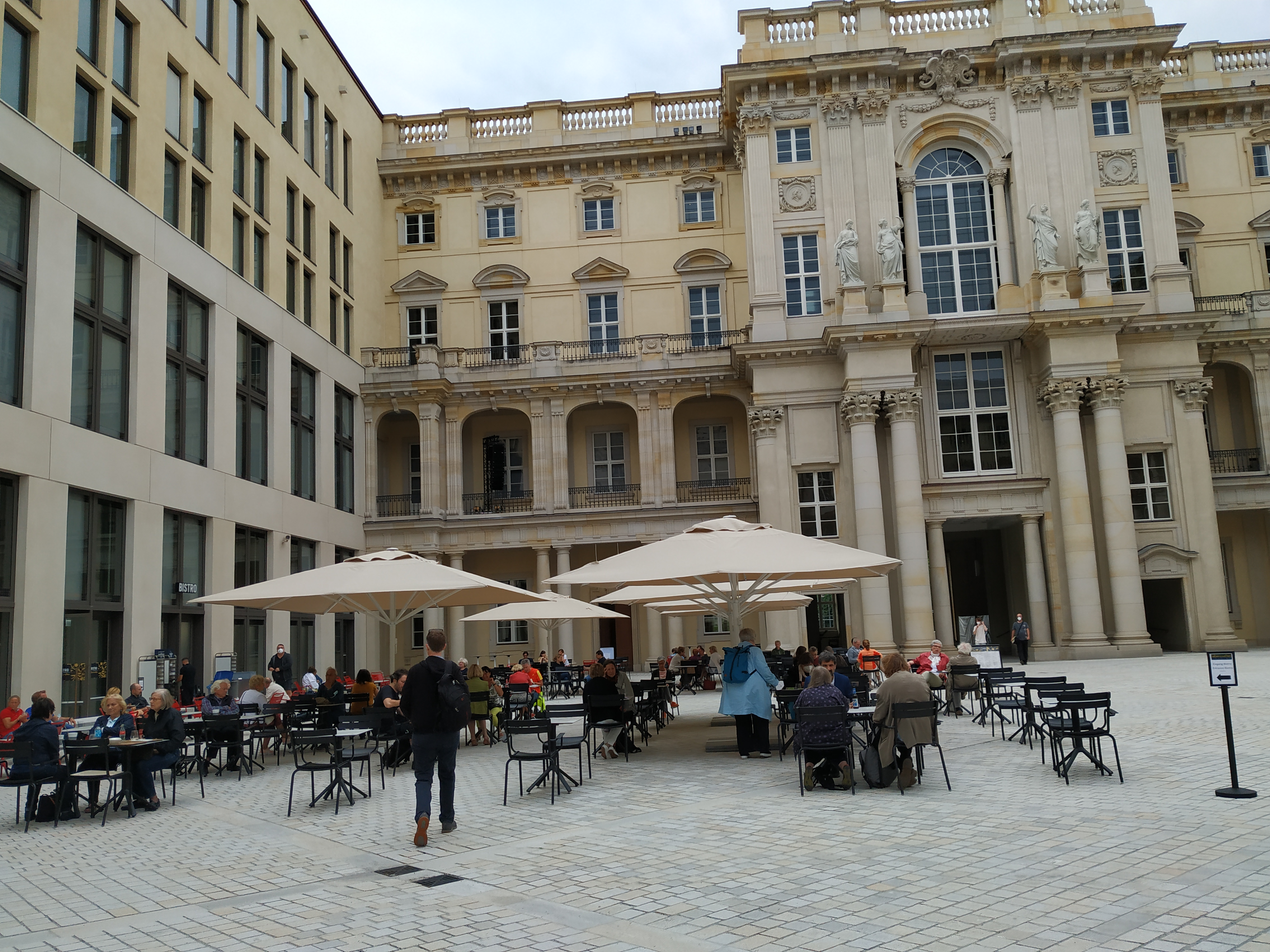
中庭（シュリューター・ホーフ）のレストラン
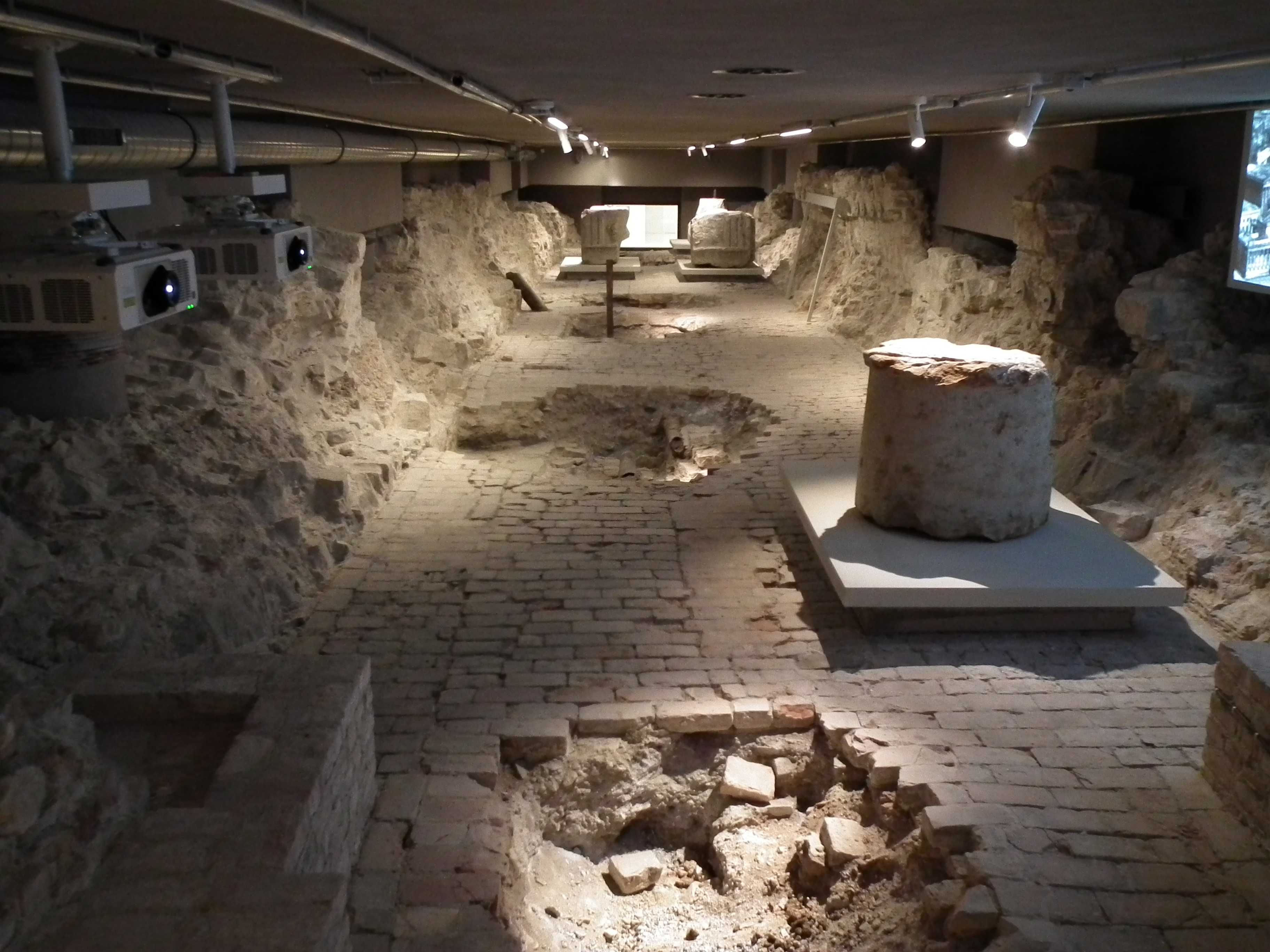
地下の旧王宮の基礎部分